# Уотс (лунный кратер)
Кратер Уотс (лат. Watts), не путать с кратером Уатт (лат. Watt), — останки небольшого ударного кратера на восточном побережье Моря Спокойствия на видимой стороне Луны. Название присвоено в честь американского астронома Честера Уотса (1889—1971)и утверждено Международным астрономическим союзом в 1973 г. 

## Описание кратера

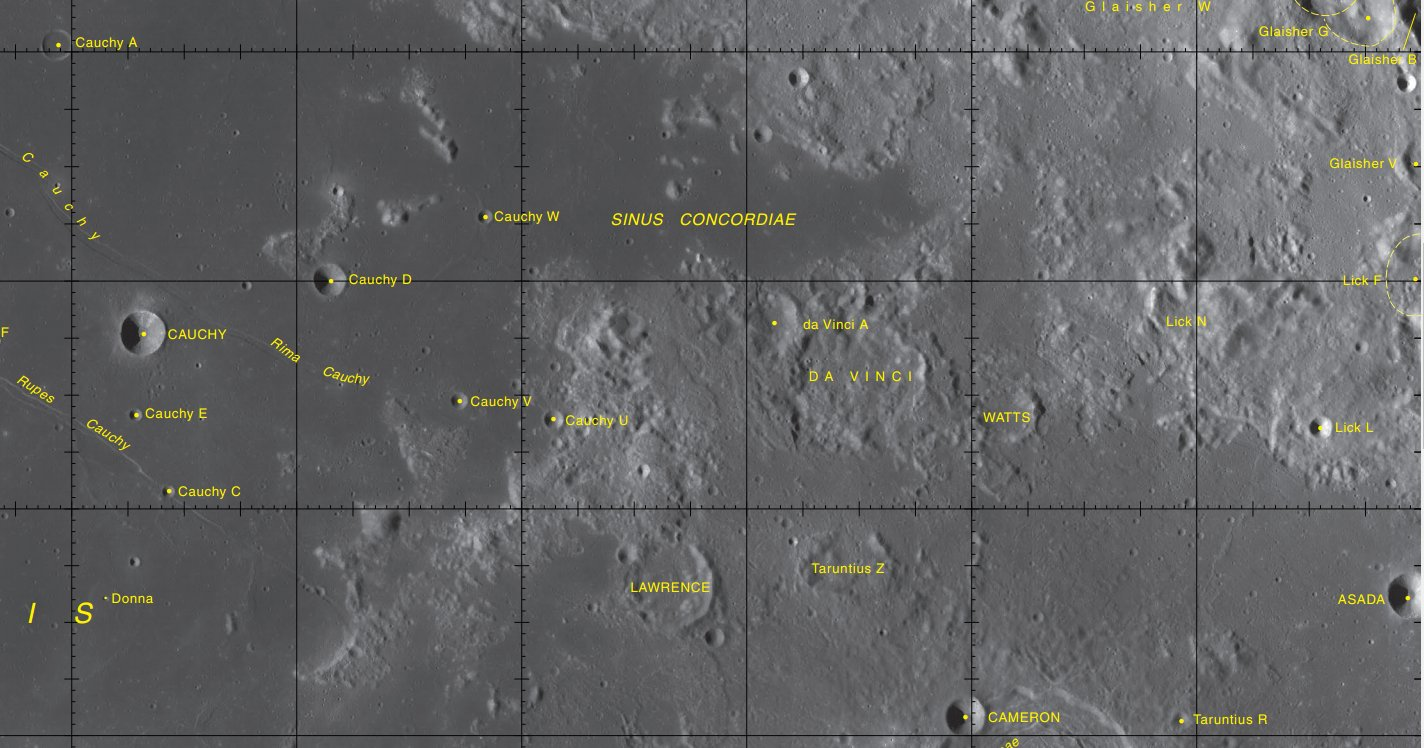
Окрестности кратера Уотс. Снимок зонда Lunar Reconnaissance Orbiter.

Ближайшими соседями кратера являются кратер Леонардо Да Винчи на западе; кратер Глейшер на северо-востоке; кратер Асада на востоке-юго-востоке; а также кратеры Камерон и Тарунций на юге. На северо-западе от кратера расположен Залив Согласия; на севере Болото Сна; на северо-востоке Море Кризисов; на юге Море Изобилия; на юге-юго-западе горы Секки. Селенографические координаты центра кратера 8°50′ с. ш. 46°19′ в. д. / 8,84° с. ш. 46,31° в. д., диаметр 15,6 км, глубина 970 м.
Кратер Уотс имеет полигональную форму и практически полностью разрушен. Вал сглажен и трудно различим на фоне окружающей местности, лучше всего сохранилась восточная часть вала, южная часть вала имеет широкий разрыв. От западной части вала к кратеру Леонардо Да Винчи отходит массивный хребет. Дно чаши затоплено и выровнено лавой.
До получения собственного наименования в 1973 г. кратер имел обозначение Тарунций D (в системе обозначений так называемых сателлитных кратеров, расположенных в окрестностях кратера, имеющего собственное наименование).

## Сателлитные кратеры
Отсутствуют.

## См.также
- Список кратеров на Луне
- Лунный кратер
- Морфологический каталог кратеров Луны
- Планетная номенклатура
- Селенография
- Минералогия Луны
- Геология Луны
- Поздняя тяжёлая бомбардировка